# CSS Louisiana
CSS «Луизиана» (англ.  Louisiana) — казематный броненосец с колесным движителем, заложенный для флота Конфедеративных Штатов Америки в Новом Орлеане. Предназначался для действий в низовьях Миссисипи. Конструкция корабля была чрезвычайно неудачной и броненосец имел лишь ограниченную боевую ценность. После прорыва эскадры Дэвида Фаррагута мимо фортов южан на Миссисипи, броненосец был сожжен собственным экипажем.

## История
Во время Гражданской Войны в Америке, боевые действия на море имели важное значение для обеих сторон. Практически не имевшая никакой собственной промышленности, Конфедерация крайне зависела от поставок оружия и военного снаряжения из-за рубежа. Понимая это, северяне в самом начале конфликта блокировали побережье мятежных штатов силами своего флота, перекрыв торговлю и чрезвычайно затруднив доставку оружия мятежникам.
Особое значение в контексте блокадных операций имел Новый Орлеан — крупнейший порт на побережье Мексиканского Залива, напрямую связанный с Миссисипи и её многочисленными притоками. Быстроходные пароходы — блокадопрорыватели, действующие из европейских колоний в Карибском Море, контрабандой провозили военное снаряжение в Новый Орлеан; оттуда, полученные грузы могли быть легко перенаправлены к фронту по реке Миссисипи и её притокам.
Для обороны Нового Орлеана и прорыва блокады северян в Мексиканском Заливе, Конфедерация в 1861 начала постройку нескольких боевых кораблей, включая два больших броненосца — CSS «Миссисипи» и CSS «Луизиана». Последний был заложен на новопостроенной верфи Е. С. Мюррея, к северу от города.

## Конструкция
Построенная без какого-либо предшествующего опыта военного кораблестроения, «Луизиана» имела довольно необычную конструкцию. Её короткий (80 метров) и широкий корпус (19 метров) имел почти прямоугольную форму, с треугольными носом и кормой. Осадка броненосца составляла почти четыре метра, что затрудняло его оперирование на мелководьях Нового Орлеана. Большую часть корпуса занимал массивный и широкий бронированный каземат, рассчитанный на размещение большого числа орудий.
За время строительства, проект броненосца неоднократно пересматривался, в основном в плане уменьшения веса и изменения конфигурации движителя.

### Силовая установка
Силовая установка «Луизианы» была комбинированной, колесно-винтовой. Основным движителем корабля являлись два больших гребных колеса, установленных одно за другим, в колодце, прорезанном в середине корпуса. Каждое колесо приводилось в действие собственной вертикальной паровой машиной, заимствованной с речных пароходов. Колеса находились внутри каземата и были защищены от неприятельского огня его стенками.
Для увеличения маневренности (немаловажной при действиях на Миссисипи, с её непредсказуемыми течениями), «Луизиана» дополнительно должна была нести два горизонтальных паровых двигателя, приводивших в действие два небольших винта на корме. Однако, эти двигатели так никогда и не были на неё установлены, из-за возникших проблем с изготовлением длинных валов.
В целом, силовая установка «Луизианы» была полностью неудачна. Машины её были слишком слабы для тяжелого корпуса корабля; на пробе, выяснилось, что даже доведя давление в котлах до опасного предела, «Луизиана» не была способна двигаться против течения или даже удерживать себя на месте. Расположенные одно за другим колеса были установлены неудачно, и переднее колесо мешало работе заднего. Управлять броненосцем также оказалось совершенно невозможно, так как его рули, без помощи вспомогательных винтовых движителей, были неработоспособны. Наконец, работающие колеса постоянно заплёскивали воду внутрь корпуса броненосца.
За время работ над броненосцем было испытано несколько разных конфигураций колес. Исходный проект предусматривал два больших 8-метровых колеса; однако, при спуске на воду, корабль был оснащен передним 6-метровым и задним 8-метровым колесом. Уже после спуска на воду, движитель корабля был пересмотрен еще раз — переднее колесо было снято, а заднее заменено двумя, установленными параллельно. Все эти изменения, зачастую, недостаточно документированные, привели к изрядной путанице относительно характеристик и даже внешнего вида «Луизианы».

### Бронирование
Каземат «Луизианы» был бронирован двумя слоями 55 миллиметровых плит, полученных путём прокатки старых железнодорожных рельсов. Для увеличения снарядостойкости, его стенки были наклонены под углом в 45 градусов. Он был достаточно прочен, чтобы отражать выстрелы 9-дюймовых орудий Дальгрена, стоявших на федеральных кораблях, но вряд ли мог бы выдержать обстрел из более крупных орудий.
В каземате было прорезано восемнадцать орудийных портов; по три на носу и на корме, и по шесть на каждом борту. Орудийные порты закрывались ставнями, подвешенными над ними на штыре; перед выстрелом, ставня приподнималась, а сразу после выстрела опускалась. Однако, сами порты были очень малы, и не позволяли ни наводить орудия по горизонтали ни придавать им угол возвышения. Фактически, «Луизиана» оказалась способна стрелять из своих орудий только в упор, когда неприятель оказывался прямо перед дулом.
В довершение всех проблем, вентиляция каземата была совершенно не продумана. При работе машин корабля, в теплом климате Нового Орлеана, внутри «Луизианы» царила невообразимая жара, а при стрельбе из пушек, условия внутри мгновенно становились невыносимыми.

### Вооружение
Первоначально, «Луизиана» рассчитывалась на батарею из 24 орудий — по 10 на каждом борту и по два погонных и ретирадных соответственно. Однако, в ходе постройки, проект был пересмотрен в пользу упрощения и уменьшения размеров, и итоговое вооружение состояло всего из шестнадцати орудий. На момент её формального ввода в строй, она была вооружена комбинацией из трофейных и самостоятельно изготовленных пушек.
Погонное и ретирадное вооружение «Луизианы» должно было состоять из трёх орудий каждое; одной нарезной 7-дюймовой (163-мм) пушки Брука, стреляющей через центральный порт в носовой или кормовой стенке каземата соответственно, и двух 8-дюймовых (203-мм) гладкоствольных пушки Дальгрена по обе стороны от неё.
Бортовой залп «Луизианы» состоял из пяти орудий с каждого борта; по две 9-дюймовые (229-мм) гладкоствольные пушки Дальгрена и по три старые 32-фунтовые морские пушки. В связи со спешной достройкой, одно 9-дюймовое орудие не успели доставить и его заменили еще одной 32-фунтовой пушкой.
Общее вооружение броненосца, таким образом, состояло из двух 7-дюймовых нарезных, трех 9-дюймовых и четырех 8-дюймовых гладкоствольных и семи 32-фунтовых орудий. Не все пушки, однако, были работоспособны, так как часть станков была изготовлена неправильно.

## Служба
С самого начала, постройка «Луизианы» шла медленно. Одной из главных причин постоянных задержек был крайний дефицит материалов, в особенности железа для брони. С изготовлением корпуса также возникли проблемы; блокада лишила южан возможности получать хороший строительный дуб из Флориды, и его пришлось заменять местными материалами, не отличавшимися особым качеством.
Постройка броненосца также постоянно задерживалась нехваткой квалифицированных рабочих кадров и другими связанными с этим проблемами. Рабочие конфедеративных верфей не проявляли ни малейшего энтузиазма или патриотизма, устраивая регулярные стачки и забастовки из-за недостаточной, по их мнению, оплаты работ. Ополчение штата Луизиана также создавало множество проблем, регулярно отзывая рабочих для участия в военных учениях или многочисленных парадах. В результате, заложенный в октябре 1861 года, к февралю 1862 корабль только-только был спущен на воду.
Работы несколько ускорились только после спуска корабля на воду, когда флот Конфедерации, обеспокоенный угрозой скорого нападения северян на Новый Орлеан, счел достройку «Луизианы» приоритетной задачей и разрешил отозвать рабочую силу со строящегося параллельно броненосца «Миссисипи». Тем не менее, корабль был еще совершенно не готов, когда эскадра Дэвида Фаррагута 18 апреля 1862 года показалась в низовьях Миссисипи и приступила к бомбардировке конфедеративных фортов, готовясь к прорыву вверх по реке.
Опасаясь прорыва северян мимо укреплений, армейское командование Конфедерации настойчиво просило коммодора Уильяма Уитлла, командовавшего конфедеративными морскими силами под Новым Орлеаном, прислать «Луизиану». Они надеялись, что даже недостроенный броненосец произведет по крайней мере моральное воздействие на северян. Уиттл, в конечном итоге, уступил, и «Луизиана» была отбуксирована вниз по реке к фортам, встав на якорь около форта Сен-Филип. Генерал Дункан, командующий фортами конфедератов, однако, не был доволен, и требовал, чтобы броненосец расположили ниже по течению — откуда он смог бы отогнать своими орудиями мортирные лодки, бомбардирующие форты. Уиттл решительно отверг это требование, заявив, что в таком случае броненосец сам превратиться в мишень для мортир, что для его небронированной палубы может быть губительно.
Ночью, 24 апреля, федеральный адмирал Дэвид Глазго Фаррагут направил свои деревянные корветы и канонерские лодки на прорыв, мимо конфедеративных фортов. Яростное ночное сражение увенчалось решительной победой северян — их флот прорвался мимо фортов, тем самым отрезав гарнизоны от снабжения, и рассеял пытавшуюся воспрепятствовать речную эскадру южан. Участие «Луизианы» в бою было мизерным: не способная сдвинуться с места, загроможденная строительными конструкциями и толком не способная наводить орудия, она выпустила всего несколько снарядов за весь бой. Её единственным успехом в бою стал удачный залп по корвету «Бруклин», который, двигаясь в темноте, случайно встал борт-о-борт с броненосцем. Три снаряда «Луизианы» пронзили «Бруклин» насквозь, ответный залп корвета отскочил от брони «Луизианы»; тем не менее, «Бруклин» сохранил боеспособность и ушел выше по реке.
После прорыва северян по реке, «Луизиана» осталась стоять возле фортов, не способная более оказывать влияние на ход событий. 28 апреля, конфедеративный гарнизон форта Джексон — отрезанного от снабжения прорвавшимся федеральным флотом, и осажденного федеральной армией — восстал, и заставил командование армией южан капитулировать. Однако, конфедеративные военно-морские офицеры не были приглашены за стол переговоров при обсуждении их капитуляции; не считая себя, таким образом, связанными ограничениями перемирия, конфедеративные моряки подожгли «Луизиану», чтобы не допустить её сдачи. Пылающий корабль, дрейфуя вниз по реке, приткнулся к берегу ниже и затем взорвался.

## Оценка проекта
«Луизиана» была откровенно плохим кораблем. Построенная неопытными рабочими, в условиях крайнего дефицита ресурсов, она была неудачна от начала и до конца во всех своих качествах.
Её недостатки лучшим образом прокомментировали служившие на ней офицеры в отчете, составленном коммандером Митчеллом. Отчет этот был составлен в ответ на обвинения, высказанные конфедеративной армией в адрес конфедеративного флота; армейское командование полагало, что «бездеятельность» «Луизианы» стала основной причиной поражения под Новым Орлеаном.
В отчете были суммированы следующие конструктивные недостатки:
- Расположение гребных колес было неудачным; заднее колесо находилось постоянно в волне от переднего, и теряло большую часть мощности впустую.
- Волна, создаваемая колесами, сводила на нет эффективность рулей, делая корабль не управляемым.
- Орудийные порты были слишком малы, чтобы орудия могли быть наведены иначе как в упор
- Орудийный каземат был невыносимо жарким, особенно когда работали машины

В целом, даже будучи полностью достроенной, «Луизиана» не могла бы сыграть особой роли в сражении; из-за её недостаточной (нулевой) подвижности, она могла бы использоваться лишь как плавучая батарея, незначительно усиливая артиллерию фортов.
Урок, преподанный неудачным опытом постройки «Луизианы» был важен; конфедераты, осознавая, что они не располагают промышленными мощностями для постройки крупных броненосцев, отказались от дальнейшего строительства таких кораблей, перенеся основные усилия на меньшие по размерам броненосные канонерки и тараны.